# Lukavec (żupania zagrzebska)
Lukavec – wieś w Chorwacji, w żupanii zagrzebskiej, w mieście Velika Gorica. W 2011 roku liczyła 1140 mieszkańców.
Jest oddalona o około 5 km od Velikiej Goricy, o około 11 km od centrum Zagrzebia i o około 22 km od Samoboru.